# 秋山豊寛
秋山 豊寛（あきやま とよひろ、1942年〈昭和17年〉6月22日 - ）は、日本のジャーナリスト、ソビエト連邦第3級宇宙飛行士、世界初の民間人宇宙飛行士、京都造形芸術大学芸術学部元教授、2017年4月から三重県大台町在住。元TBS記者・ワシントン支局長。TBSスパークル所属。
TBSに勤務していた1989年から1990年にかけて、民間人では初めて商業宇宙飛行を利用するとともに、ジャーナリストでは初めて宇宙空間から宇宙を報道。 現在は、初めて宇宙に行った日本人として、宇宙探検家協会（ASE、“宇宙飛行を経験した宇宙飛行士”の国際団体）の会員にもなっている。旧ソビエト連邦の宇宙ステーションミールに滞在した唯一の日本人でもある。
1990年12月1日にソ連の国家審査委員会から宇宙飛行士の承認を受けているが、一方で彼は民間企業のスポンサーによって宇宙飛行を果たした人間の1人であることは間違いなく、その意味で彼は日本人初の宇宙飛行士にして民間初の宇宙飛行者である。なお旧ソ連の宇宙飛行士の資格は、ロシア連邦となった現在でも有効である。

## 人物・来歴

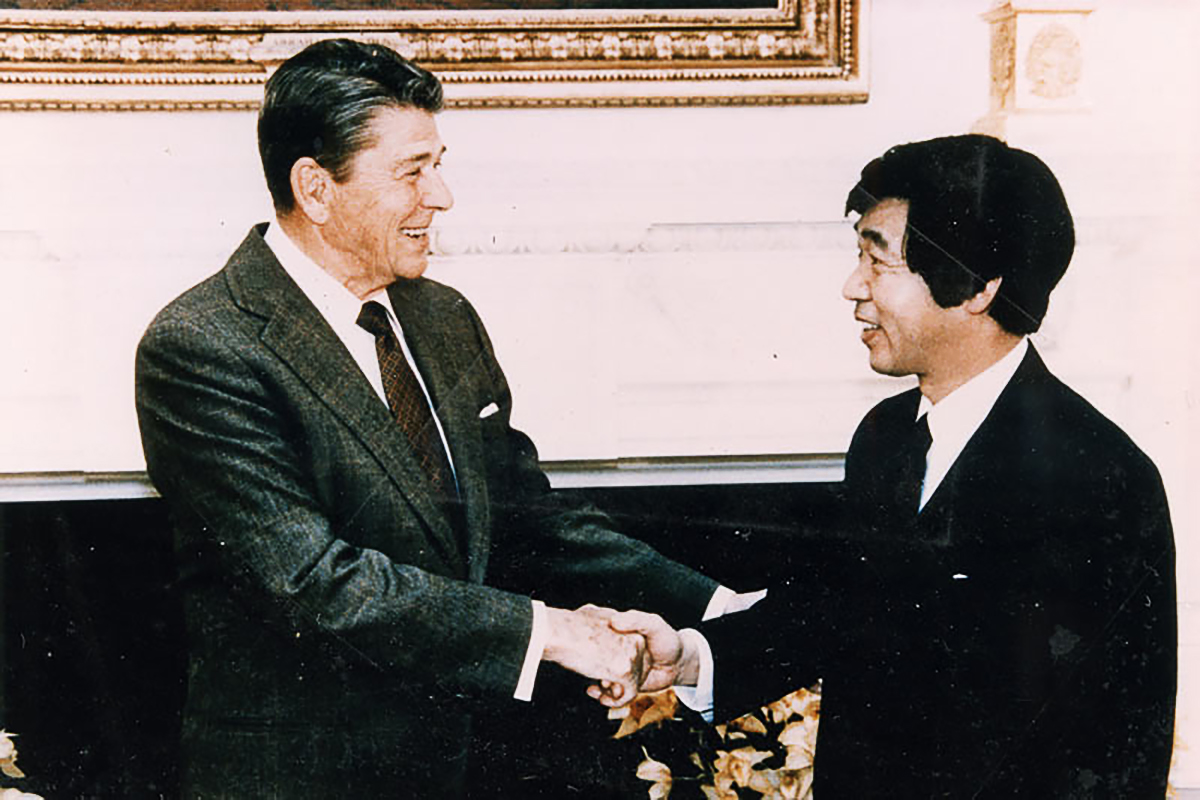
ワシントン支局長時代、レーガン大統領にインタビュー（1985年4月29日）

東京都世田谷区出身。玉川学園小学部、同学園中学部卒業。中学のときに父親が失業し、高校進学を断念しかけるが、親戚の援助により攻玉社高校に進んだ。高校では落語に興じるようになった。
1966年3月、国際基督教大学 (ICU) 教養学部社会科学科卒業。同年4月、TBSへ入社。同期には、城所賢一郎、川戸恵子、遠藤泰子などがいる。入社後にラジオニュース部へ配属されると、収録番組の構成や、『ニュースハイライト』の取材などを担当した。入社2年目の1967年12月からイギリスのBBC（英国放送協会）へ出向。NHK・朝日放送からの出向者とともに、BBCワールドサービスの日本語放送での番組制作・取材に携わった。
BBCへの出向期間を終えた1970年から、TBSの外信部に配属。1976年には、後にTBSテレビでニュースキャスターを務める先輩記者の新堀俊明とともに、ベトナム戦争終結後のハノイを非共産圏ジャーナリストとして初めて取材した。1977年からは、政治部の外務省担当記者を経て、『おはよう地球さん』の海外取材ディレクターや『JNN報道特集』（いずれもテレビ番組）のディレクターを担当。1984年から1988年までTBSのワシントン支局長を務めた後に、外信部デスクを歴任した。

### 日本人初宇宙へ
1989年にTBSが、日本人のミール訪問に関する協定をソビエト連邦の宇宙総局と調印。TBS社内の98人の応募者の中から、同年9月に同僚の菊地涼子とともにTBSの2人の宇宙飛行士候補に選抜された。1989年10月から1990年11月まで、モスクワ郊外の星の街の宇宙飛行士訓練センターで訓練を行い、打ち上げ前日の1990年12月1日に国家審査委員会から宇宙飛行士の承認を受ける。TBSが調印した1989年時点では毛利衛のスペースシャトルでの飛行が日本人初になるはずであった。ところが、1986年のチャレンジャー号爆発事故で毛利の飛行が遅れたために、1990年12月2日、ソ連のバイコヌール宇宙基地より宇宙船ソユーズTM-11搭乗の秋山が、初めて宇宙へ行った日本人宇宙飛行士となり、同時に世界で初めて宇宙に行ったジャーナリスト（TBSのいう“宇宙特派員”）ともなった。 TBSによる一連の番組は、「TBS宇宙プロジェクト『日本人初!宇宙へ』」と題し、テレビ・ラジオ双方で連日放送された。打ち上げ時、帰還時は長時間にわたる特別番組を放送し、全て生放送で模様を伝えた。打ち上げ時の視聴率は36%であった。ソユーズTM-11が周回軌道に乗った後、生中継でツープ（ソ連宇宙飛行管制センター）にいた松永邦久（当時TBSアナウンサー）からの呼びかけに対して、「これ、本番ですか?」という第一声を発したことはよく知られている。帰還後に上梓した自身の著書の中で、第一声は「宇宙は混沌としています」と発しようと考えていたが、実は宇宙は混沌とはしておらず、生中継に備えてツープにいるTBSのスタッフと交信していた直後に松永からの呼びかけに思わず反応した「これ、本番ですか?」は、もっとも放送人らしい第一声だったのではないだろうか、とのちに振り返っている。2018年現在でもテレビ番組等で秋山が紹介される際には、この話題が取り上げられることがある。
秋山搭乗のソユーズTM-11は、打ち上げ翌日、ミールとドッキングする直前に日本の上空が飛行ルートに当たったことから、ドッキングに備えてランデブー飛行するミールとソユーズを、日本各地から肉眼で見ることができた。地上は既に暗くなりつつあるものの、上空のミールとソユーズは、日没直後の時間帯で、軌道上で太陽光を多く反射する好条件が揃ったために良く見えた。宇宙ステーションミールとドッキングすると、秋山は乗組員兼ジャーナリストとして「日常」生活をリポートした。宇宙実験では、日本から持ち込んだカエルを無重力環境に置くとどうなるか、扇子で扇いで移動できるかといったことや、自らが被験者となり睡眠実験などの試みがなされた。宇宙から見た北海道を「おいしそうな昆布にみえます」とも言った。滞在中はひどい宇宙酔いに悩まされた。同乗したロシアの宇宙飛行士は、「あんなに吐く人間は見たことがない」と述べている。8日間の宇宙生活を終え、同年12月10日に、先にミールとドッキングしていたソユーズTM-10でカザフスタンのアルカリクに着陸した。地球に帰還した直後、マイクを向けられた秋山は「お酒が飲みたい。タバコが吸いたい」と話した。

### 地球帰還後とTBS退職後
地球帰還後は、TBS報道総局次長などを歴任したほか、『クイズダービー』の解答者、『ブロードキャスター』の初代コメンテーター、『筑紫哲也 NEWS23』で、筑紫哲也休暇期間中のキャスター代理を務めていたが、1995年にTBSを退職した。宇宙飛行士だったということから、次第に会社での居場所がなくなっていったことを、退社した理由の1つに挙げている。宇宙に行ったことで、「お金や権力や名声などと云ったものが、あまりにもちっぽけで、そういったものに興味が湧かなくなった」事も理由に挙げている。
TBSを退職した1995年、無農薬の有機農業を始めることを考えていたときに、福島県滝根町（現・田村市）の蒲生藤湖町長から連絡が入る。蒲生はふるさと創生事業で天文台のある「星の村」をつくるが、その名誉村長になってくれないかという打診であった。秋山が「町にゴルフ場はあるか」と尋ねると、蒲生は「残念ながら滝根にはないのでゴルフは隣町でやって下さい」と答えた。この返事が気に入り、秋山は滝根町への移住を決心し、1996年から取り掛かった。主要な作物は生椎茸。米や大豆、粟などの穀物と30種類以上の野菜を育てた。「あぶくま農業者大学校」を主宰。
「宇宙飛行士」の肩書で、環境についての講演や本の執筆活動をこなした。現在も旧ソ連認定の宇宙飛行士の資格は有効であるため、『元宇宙飛行士』と紹介されるのは誤りである。2003年に日本で初めて開催されたASE主催の第18回世界宇宙飛行士会議に「宇宙飛行士、ジャーナリスト」の肩書きで実行委員会委員として参加している。
2011年（平成23年）3月に、東京電力福島第一原子力発電所で起きた福島第一原子力発電所事故を受けて、福島県から群馬県に避難。避難先でコシヒカリの無農薬栽培を試みる傍ら、“原発難民”の立場から、折に触れて原子力発電所や放射能に関する意見も披露している。同年11月1日付で京都造形芸術大学の芸術学部教授に就任したことを機に、2012年からは、京都府内へ移住している。
TBS退社後の2003年4月から2004年3月までは、福島県で農業に従事する傍ら、山陽放送（TBS系列局）の報道番組『どんぶらこ』でメインキャスターを担当。京都へ移住後の2012年10月からは、『with…夜もラジオと決めてます』（MBSラジオが、2012年度ナイターオフ期間に放送した4時間6分の生ワイド番組）水曜日のパーソナリティとして、TBS記者・宇宙飛行士としての経験談や“原発難民”としての意見などを語っていた。同番組終了後の2013年からは一時、同じ毎日放送（TBS系列局のMBSテレビ）が制作する関西ローカルの情報番組『ちちんぷいぷい』へ、パネリストとして不定期で出演していた。
2012年10月11日、ふらっと'92 20周年記念シンポジウム「日本の宇宙飛行士が語る20年の歩みと今後の展望」で、立花隆がパネリストとして「ヒトはなぜ宇宙に行くのか？」というテーマでパネルディスカッションにて有人飛行に反対意見を表明。「大事故が起こる可能性があるが、有人宇宙開発を行うに足る覚悟が日本人にはまだない。失敗に耐えられる体質がない」「膨大なカネが必要だが、日本は国家として破綻状態だ。中国はすさまじい金がある。失敗に耐えられる国民性がある」「成果がない。費用対効果がない」と発言した後、秋山は、費用対効果などと、いつから大蔵省の役人みたいになったのかと批判し、ガガーリンの「地球は青かった」というメッセージを引用し、漆黒の中を青い宇宙船が航行しているというイメージ、我々の仲間があそこにいるんだよというメッセージは費用対効果などでは測れないものだ。僕らは宇宙船「地球号」に乗っている呉越同舟の仲間なんだということを感じさせてくれるものすごいキャッチコピーだった。有人宇宙開発は費用対効果で測れるものなのだろうか、と疑問を呈した。
2018年、京都造形芸術大学を退任。
2023年春、日本の宇宙飛行士が14年ぶりに誕生した際に毎日新聞の川瀬慎一郎が感想を聞くと、自宅にはインターネットもテレビもなくて新宇宙飛行士の誕生ニュースは知らなかったと答えた。同記事には、2023年3月16日、大学を退任する前から住む三重県大台町の畑で鍬を持つ秋山80歳の写真がある（兵藤公治撮影）。

## 受賞
- 1990年 
  - 人民友好勲章（英語版）（1990年12月10日、ソビエト連邦）-「軌道研究施設「ミール」での宇宙飛行の実施を成功させるために」[18] [19]
- 1991年 
  - 東京都民文化栄誉章[18]
- 2000年 
  - 宇宙生物科学会功績賞[18][20]
- 2011年 
  - en:Medal "For Merit in Space Exploration" （2011年4月12日、ロシア）-「有人宇宙探査の分野における国際協力の発展に多大な貢献をしたことに対して」[21]

## 出演番組
- 秋山豊寛の21世紀事典（TBSラジオ）

## 著書
- 1991年
  - 『宇宙特派9日間』 小学館 ISBN 978-4093870610
  - 『こちら宇宙特派員! ―宇宙に行ってみた!― 』 毎日新聞社（秋山豊寛 / 菊地涼子） ISBN 978-4620307756
  - 『おじさんはとんだ』 汐文社 （秋山豊寛 / 西村達馬） ISBN 978-4811370996
  - 『日本人宇宙飛行士公式写真記録集』 小学館（秋山豊寛 / 和田久士） ISBN 978-4096805916
- 1992年
  - 『宇宙よ』 文藝春秋 （立花隆 / 秋山豊寛） ISBN 978-4163467108
- 1998年
  - 『農人日記』 新潮社 ISBN 978-4104248018
- 1999年
  - 『宇宙と大地 ― 農のある暮らしへ』 岩波書店 ISBN 978-4000001809
- 2007年
  - 『鍬と宇宙船』 ランダムハウス講談社 ISBN 978-4270002704
- 2011年
  - 『原発難民日記 ―― 怒りの大地から』 岩波書店 ISBN 978-4002708256

- 他
  - 松本零士の漫画『ワダチ』が1993年に愛蔵版として復刊された際に解説を書いた（1999年の文庫版にも再掲）。

## 関連人物
- 菊地涼子 - 秋山の代替要員として一緒に訓練を受けた。打ち上げ前の最終チェックで問題はなかったが、打ち上げ直前に虫垂炎になり、バックアップ要員のいなくなった秋山がかなりのストレスを溜めてしまった、というエピソードがある。幸い手術が成功し、術後の経過も良好だったことから、地上でソユーズとミールに関するコメンテーターの役割を担った。元TBSカメラマン・ディレクター[22]。
- 毛利衛 - 1985年、NASAで秋山より先に宇宙飛行士となったが、1986年1月28日のチャレンジャー号爆発事故の影響などにより毛利のフライトスケジュールが大幅に延期となったことから、実際の飛行は秋山の方が先となった。
- 鈴木順 - 元TBSアナウンサー、1990年に秋山宇宙特派員打ち上げの実況放送を担当。
- 新堀俊明 - 秋山とともに、非共産圏のジャーナリストとして、ベトナム戦争終結後のハノイを初めて取材。
- 野口聡一 - 2009年12月21日、日本人では秋山に次ぎ2人目の「ソユーズ」に搭乗した宇宙飛行士。
- 前澤友作・平野陽三 - 日本の民間人では秋山に次ぎ2例目となった宇宙旅行者。2021年12月8日、秋山と同じソユーズに搭乗して12日間、国際宇宙ステーションで滞在をした[23]。
- 木内孝胤 - 元衆議院議員。秋山の姉が木内の母である。